# Cinnyris fuscus
El suimanga oscuro (Cinnyris fuscus) es una especie de ave paseriforme de la familia Nectariniidae propia del África austral.

## Distribución
Se encuentra en las sabanas sechas y zonas de matorral áridas del suroeste de África, distribuido por Angola, Botsuana, Namibia y Sudáfrica.